# Vojvodstvo Kurlandija in Semgalija
Vojvodstvo Kurlandija in Semgalija je bila fevdalna država v Baltiku, ki je obstajala od 1561 do 1795. S tretjo delitvijo Poljske si je vojvodino priključilo Ruski imperij . Obsegala je pokrajini Kurlandijo in Semgalijo. Danes so te pokrajine del Latviji .
Vojvodstvo je nastalo, ko je sekularno, katoliško dominirano livonsko ozemlje, leta 1561 zadnji deželni gospod v Livoniji Gotthard Kettler pretvoril v protestantsko vojvodstvo in pri tem tevtonski verski red v Livoniji sekulariziral.
Vojvodstvo Kurlandije in Semgalije je bilo od svojega nastanka do razpada pod suverenostjo Poljske in Litve.